# Henri Poupon
Pour les articles homonymes, voir Poupon.
Henri Poupon est un acteur français, né le 14 juillet 1884 à Marseille et mort le 16 février 1953 à Toulon.

## Biographie
Henri Poupon, de son nom complet, Henri Sylvestre Vincent Poupon, faisait partie de la « troupe » de Marcel Pagnol, pour qui il a été, entre autres, le terrible père d'Angèle (Orane Demazis), l'interprète mégalomane de Napoléon dans Le Schpountz, et le Papet de Manon des sources (rôle repris bien plus tard par Yves Montand).
Il est arrivé à Paris dans les années 1920, comme beaucoup de Marseillais. Auparavant, en 1912, il écrit quelques chansons, dont des grivoises (Pieux souvenirs, Ah! Que l'amour) enregistrées par Fortugé, ou des romances (Je sais que vous êtes jolie) interprétées entre autres par Georges Elval. À son arrivée dans la capitale, il écrit des sketches comiques, pour la plupart grivois, qu'il enregistre lui-même chez Pathé vers 1923.
À la fin des années 1920, il rencontre celui qui deviendra son ami : Raimu. Ils enregistrent ensemble quelques scènes comiques chez Columbia (Les Deux sourds…) en 1932. Puis Poupon est remarqué par Pagnol qui le connaissait déjà un peu. Il est engagé dans sa troupe d'acteurs-fétiches avec Orane Demazis, Fernandel, Raimu, Blavette, Charblay, Vattier, Maupi, Charpin, Odette Roger… et bien d'autres. À partir de ce moment, il est un grand second rôle à l'écran, bien que cela ne l'empêche pas de garder son légendaire flegme méridional. Il passe la plupart du temps, lors des tournages, entre deux prises ou chez Pagnol qui l'appréciait beaucoup, à jouer aux boules avec cette même équipe.
Il meurt en 1953, un an après avoir tourné son dernier film, Manon des sources.
Il était marié à la chanteuse et compositrice Blanche Poupon (1890-1981), née Blanche Allard.

## Filmographie

### Cinéma
- 1930 : Cendrillon de Paris de Jean Hémard : Le brigadier Matabiau
- 1931 : La Fortune de Jean Hémard : Saturnin
- 1932 : Aux urnes, citoyens ! de Jean Hémard : Parpelet
- 1933 : Jofroi de Marcel Pagnol : Fonse Durbac
- 1934 : Tartarin de Tarascon de Raymond Bernard, dialogues de Marcel Pagnol
- 1934 : Angèle de Marcel Pagnol : Clarius Barbaroux, le père d'Angèle
- 1934 : J'ai une idée de Roger Richebé : Henry
- 1935 : Merlusse de Marcel Pagnol : Merlusse
- 1935 : Cigalon de Marcel Pagnol : Le comte
- 1936 : Topaze de Marcel Pagnol : Un vieil homme
- 1936 : Blanchette de Pierre Caron : Morillon
- 1936 : L'homme à abattre de Léon Mathot
- 1937 : Si tu reviens de Jacques Daniel-Norman : Maître Roux
- 1937 : Gueule d'amour de Jean Grémillon : Monsieur Cailloux
- 1937 : Regain de Marcel Pagnol : Lamoureux
- 1938 : Le Schpountz de Marcel Pagnol : Galubert, le grand acteur
- 1938 : Hercule de Alexander Esway : Boeuf
- 1938 : Le Révolté de Léon Mathot : Le père du blessé
- 1939 : L'Embuscade de Fernand Rivers
- 1941 : Remorques de Jean Grémillon : Le docteur Molette
- 1942 : L'Arlésienne de Marc Allégret : Le père de L'Arlésienne
- 1942 : La Chèvre d'or de René Barberis : Patron Ruf
- 1942 : Simplet de Fernandel : Ventre, le maire
- 1942 : Cap au large de Jean-Paul Paulin
- 1943 : Arlette et l'Amour de Robert Vernay : Breteuil
- 1943 : Jeannou de Léon Poirier
- 1945 : Naïs de Marcel Pagnol : le père Micoulin
- 1946 : L'Aventure de Cabassou de Gilles Grangier : Faraille
- 1946 : Martin Roumagnac de Georges Lacombe : M.Gargame, le promoteur
- 1947 : Miroir de Raymond Lamy : L'oncle
- 1948 : Vire-vent de Jean Faurez
- 1948 : Bagarres de Henri Calef : Le facteur
- 1949 : L'École buissonnière de Jean-Paul Le Chanois : L'examinateur d'histoire-géographie
- 1949 : Ce pauvre Léopold de Maurice Cam (Court métrage)
- 1950 : Premières armes de René Wheeler : Le père Lelarge
- 1951 : Bouquet de joie de Maurice Cam
- 1952 : La Caraque blonde de Jacqueline Audry : Le père Barcarin
- 1952 : Manon des sources de Marcel Pagnol : Le Papet